# Manuel Humberto Juárez
Manuel Humberto Juárez es un contador público y político argentino perteneciente a la Unión Cívica Radical (UCR) y afiliado al Frente Cívico por Santiago.
Fue diputado provincial desde 2005 hasta 2013. En lo que respecta a su militancia política, llegó a ser presidente del Comité Provincial de la UCR en Santiago del Estero.
Se presentó para diputado nacional en las legislativas de 2013, ocupando el tercer lugar en la lista del Frente Cívico por Santiago, que triunfó en dichos comicios con el 77% de los votos. Juró el cargo el 4 de diciembre de ese año. En dicha Cámara, integró la comisión de Asuntos Municipales, la de Presupuesto y Hacienda, la de Previsión y Seguridad Social y la de Recurso naturales y conservación del ambiente humano. Conluyó su mandato en diciembre de 2017.